# Вольск
Вольск — город (с 1780) в России, административный центр Вольского района Саратовской области.
Расположен на правом берегу Волги, в 147 км к северо-востоку от Саратова.
Тупиковая железнодорожная станция Привольская, Приволжской железной дороги на ветви от станции Вольск-2.
Население — 62 147 чел. (2024). С 2015 года Вольск носит звание Города трудовой славы Саратовской области.

## География
Климат Вольска — умеренно континентальный. Рельеф города необычный, холмистый. В Вольске красота окружающих меловых гор сохранена, практически из любой части города видны меловые горы, местами поросшие лесом. Существуют возможности для летнего пляжного отдыха на волжском берегу и зимнего горнолыжного отдыха в черте города.
Город расположен в лесостепной зоне Саратовской области в её северо-восточной части. Вольск находится на правом берегу Волги в глубокой котловине, окружённой меловыми горами, протяжённость вдоль Волги составляет около 20 километров.
Основными полезными ископаемыми, добыча которых ведётся в черте города, являются известняк, мел, глина, опока, песок для цементной промышленности.

## История
Вольск основан на берегу Волги на месте впадения в неё реки Малыковки. Первое упоминание о слободе Малыковской датируется 1699 годом.
В XVII веке царь жалует земли на берегах Волги крупным феодалам — монастырям, которые переводят сюда из своих вотчин крестьян и основывают сёла Малыковка, Сосновый Остров (ныне город Хвалынск), Терса, Воскресенское. Основным видом деятельности был промысел рыбы, которую отправляли в монастыри. Чуть позже Малыковка становится военно-опорным пунктом, задача которого охранять торговые суда, плывущие по Волге от калмыков, ногаев, крымцев.
Государь Михаил Фёдорович в 1632 году пожаловал рыбные ловли в районе современного Вольска с окрестными угодьями московскому Новоспасскому монастырю, которому особенно покровительствовали Романовы. Обитель перевела сюда многих крестьян, к ней приписанных. Они и основали рыбную слободу, наречённую Малыковкой, по имени рек Верхней и Нижней Малыковок, тогда довольно полноводных притоков Волги. В конце XVII века здесь была построена первая православная церковь; она была деревянной и была названа в память знаменитой иконы Казанской Божьей матери.
В 1710 году Пётр I отдал Малыковку вместе с волостью своему любимцу А. Д. Меншикову, который владел ею до своей опалы (конечно, в Малыковке он ни разу не появился). В 1728 году Малыковка перешла в казну, что благоприятно повлияло на её экономическое положение. По ревизии 1766 года здесь насчитывалось более 4000 душ обоего пола, было уже несколько храмов. Первый каменный собор Иоанна Предтечи был заложен в 1746 году (сохранился и по сей день).

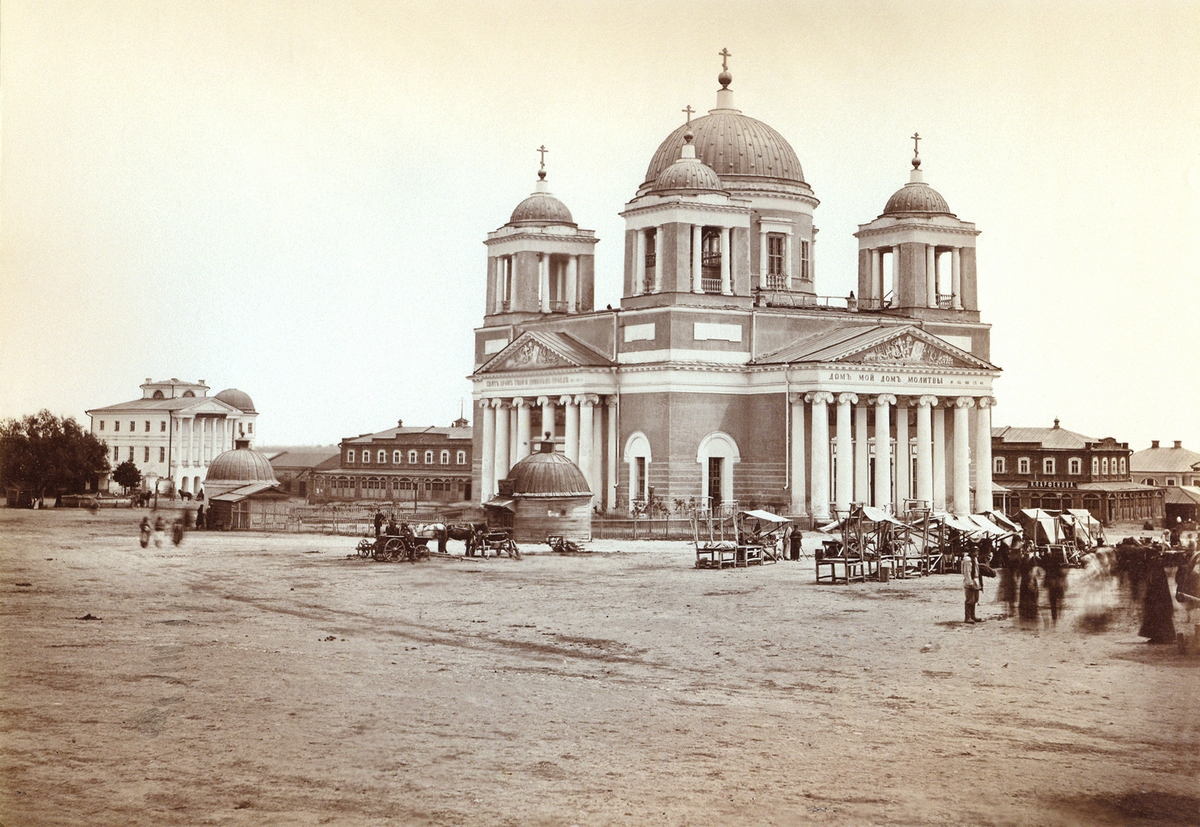
Иоанно-Предтеченский собор

В 1780 году слобода получила статус уездного города Волгск (затем название преобразовалось в Вольск).
В 1792 году город постиг опустошительный пожар, уничтоживший 372 дома. В тот же год был составлен «прожектированный регулярный план», которым предусматривалось создание прямоугольной сетки улиц. Начался настоящий строительный бум: к 1797 году в Вольске было обстроено несколько улиц, шедших перпендикулярно к Волге, и несколько продольных; таким образом уличная сеть образовала десятки жилых кварталов и несколько площадей. Деревянные дома часто строились из лиственницы; такие здания, соответствующие по возрасту «допожарной Москве», сохранились до сих пор.
В царствование Екатерины II в спокойной жизни небольшой рыбной слободы произошли кардинальные перемены. Манифест 1762 года «О позволении иностранцам выходить и селиться в России и о свободном возвращении в свое отечество русских людей, бежавших за границу» стал катализатором быстрого роста населения Поволжья. Малыковка тоже развивалась. Уже в те времена у жителей наблюдалась тяга к комфортному и богатому обустройству своих домов: они стремились строить просторные здания с подклетами, мезонинами, погребами, банями и другими хозяйственными постройками. Строительный лес поступал с верхней Волги на уникальных судах — белянах, которые нынче называют «волжскими деревянными авианосцами». По прибытии такие суда разбирались и распродавались до последней доски.
Беглый донской казак Емельян Пугачев, воспользовавшись разрешением вернуться, пытался осесть среди раскольников на Иргизе, но был арестован в Малыковке за неблагонадежные высказывания и отправлен для расследования в Казань, откуда сбежал. В стране вспыхнул бунт, и для поимки Пугачева в Малыковку прибыл молодой офицер Гавриил Романович Державин. Несмотря на усилия Державина, Малыковка и Саратов были захвачены бунтовщиками. После подавления восстания Гаврила Романович организовал казни некоторых местных преступников. В «Истории Пугачевского бунта» Пушкин девять раз упоминает Малыковку и её жителей.
Чтобы предотвратить новые беспорядки, Екатерина II в 1780 году распорядилось создать новые наместничества и уездные города, рассчитывая таким образом укрепить власть в неподконтрольных землях. На месте слободы Малыковка был основан город Волгск, изначально именуемый Волжском, что отражало стремление местных жителей к свободе. Город получил герб с изображением медведя на золотом поле, символизируя местное богатство.
В конце XVIII века екатерининскому вельможе князю А. А. Вяземскому было пожаловано в этом крае поместье, какое он сам себе выберет. Князь Вяземский края не знал, а выбрать новое поместье хотелось получше. В этом выборе помог князю волостной писарь слободы Малыковки старообрядец В. А. Злобин.
Стремительное развитие молодого Вольска неразрывно связано с деятельностью второго главы — В. А. Злобина, который на момент прихода к власти в 1784 году едва достиг 25 лет. Выросший в скромной семье волостного писаря, Василий, обладая добродушием и тактом, сумел стать одним из самых состоятельных купцов своего времени благодаря удачному знакомству с генерал-прокурором, другом Екатерины, князем Вяземским. Сначала он помогал в выборе земель, затем стал управляющим его имениями и перебрался в Петербург, где занялся торговлей и откупами. Под покровительством влиятельного человека, некогда бедный пастух быстро накопил состояние, используя свою дружелюбие, щедрость и умение завязывать полезные знакомства.

Живя в Санкт-Петербурге, Злобин неизменно заботился о своей малой родине — Вольске, способствуя строительству красивых зданий и благоустройству города. Из всех наград он особенно ценил титул «именитого гражданина», присвоенный ему в знак признательности. Обладая выдающимся деловым чутьем, он одновременно щедро жертвовал на общественные нужды и оказывал помощь, сумев инициировать множество проектов, в том числе строить храмы и благотворительные учреждения. К 1809 году, по его инициативе, был построен собор в честь Живоначальной Троицы, а также началось возведение нового собора на Торговой площади, подчеркивавшего статус процветающего города. Затем Злобин выбран был князем Вяземским, как подставное лицо, для откупных операций, и благодаря этому очень быстро из бедняка превратился в миллионера. При содействии князя Вяземского слобода Малыковка была преобразована в город Вольск, а Злобин был назначен городским головой.

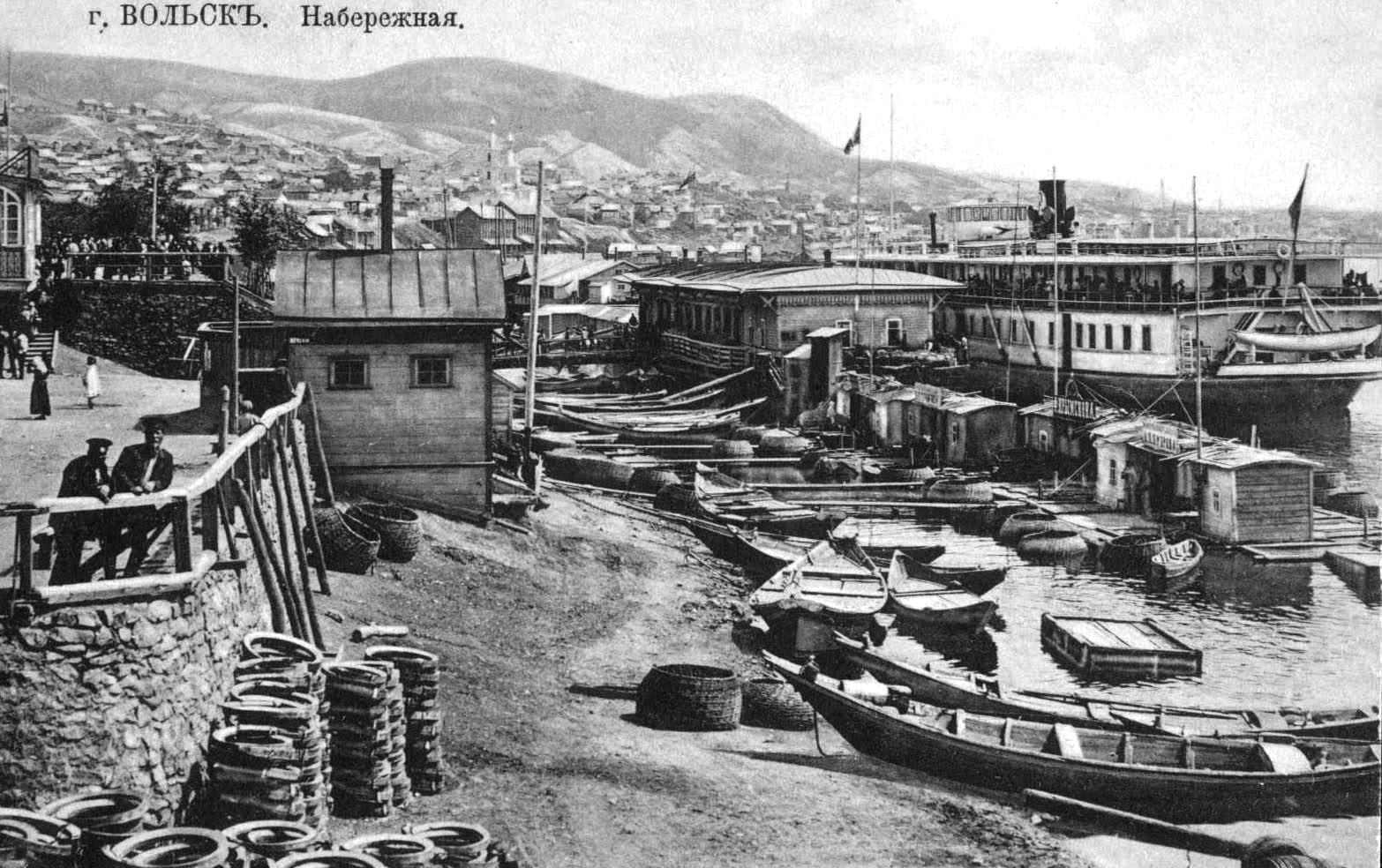
Фотографии города Вольска конца 19-начала 20 века

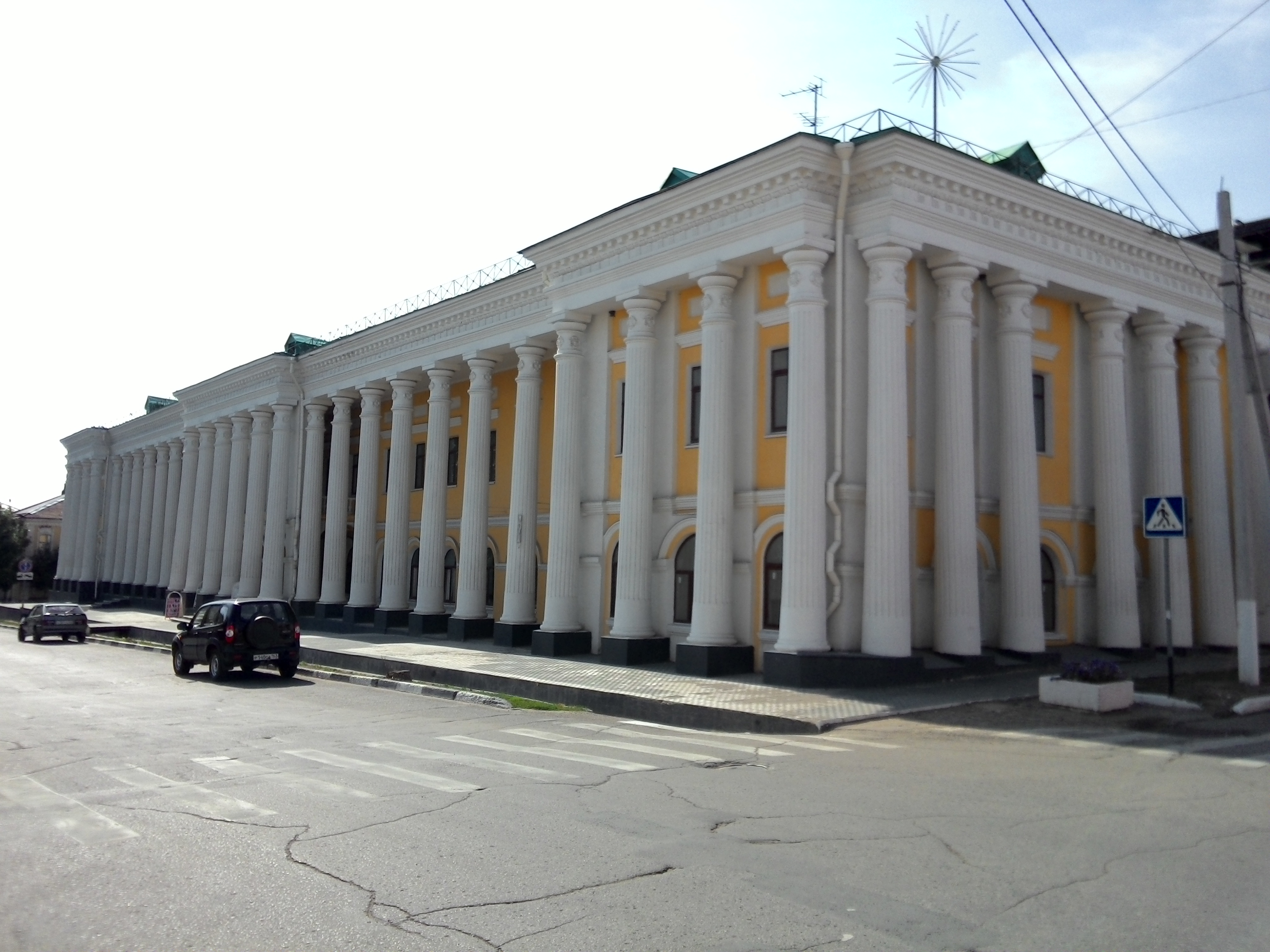
Старый гостиный двор

Самый знаменитый памятник деятельности В. А. Злобина в Вольске — уникальный по архитектуре (русский классицизм) двухэтажный Гостиный ряд (двор), выходящий главным фасадом на Торговую площадь. Его парадная колоннада (в проекте коринфского ордера) протянулась на целый квартал. Ни один уездный город Поволжья не имел торгового здания с галереей во втором этаже. Лавки в Гостином ряду процветали до Отечественной войны 1812 года, после которой В. А. Злобин разорился. Гостиный ряд перешёл в распоряжение города, который разместил во втором этаже (правда, не ранее 1850-х годов) присутственные места — городскую полицию, уездный суд, казначейство и дворянскую опеку. Позднее город стал сдавать первый этаж купцам под лавки. В довершение правительство запретило прогоревшим вольским купцам торговать — и тем самым лишило их возможности хотя бы со временем рассчитаться с долгами.

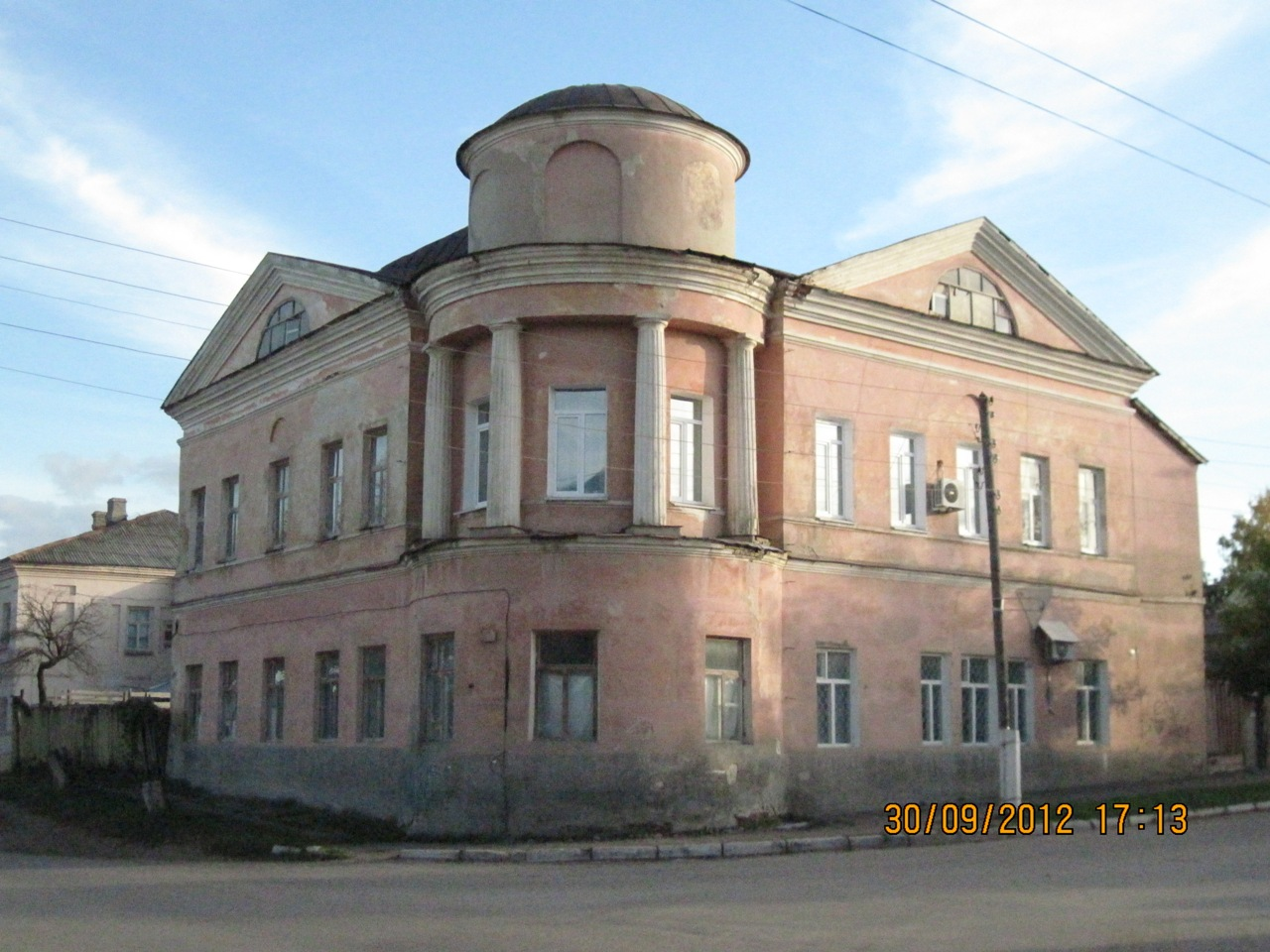
Дом Брюханова

В XIX веке Вольск стал важнейшим купеческим городом, торговавшим хлебом. Хлебная торговля находилась в руках у скупщиков, перепродававших зерно и муку крупным купцам, ведущим оптовую торговлю. В 1850-х годах известными поставщиками пшеницы были вольские купцы Брюханов, Курсаков, Плигин. Капиталы купцов порой исчислялись миллионами. Так, торговый оборот вольских купцов в селе Балаково достигал 10 миллионов рублей.

Вольские купцы вели активную хлебную торговлю и были заинтересованы в более быстрых и дешёвых способах доставки грузов. Так, в 1836 году вольский купец Превратухин впервые открыл судоходство по Хопру.

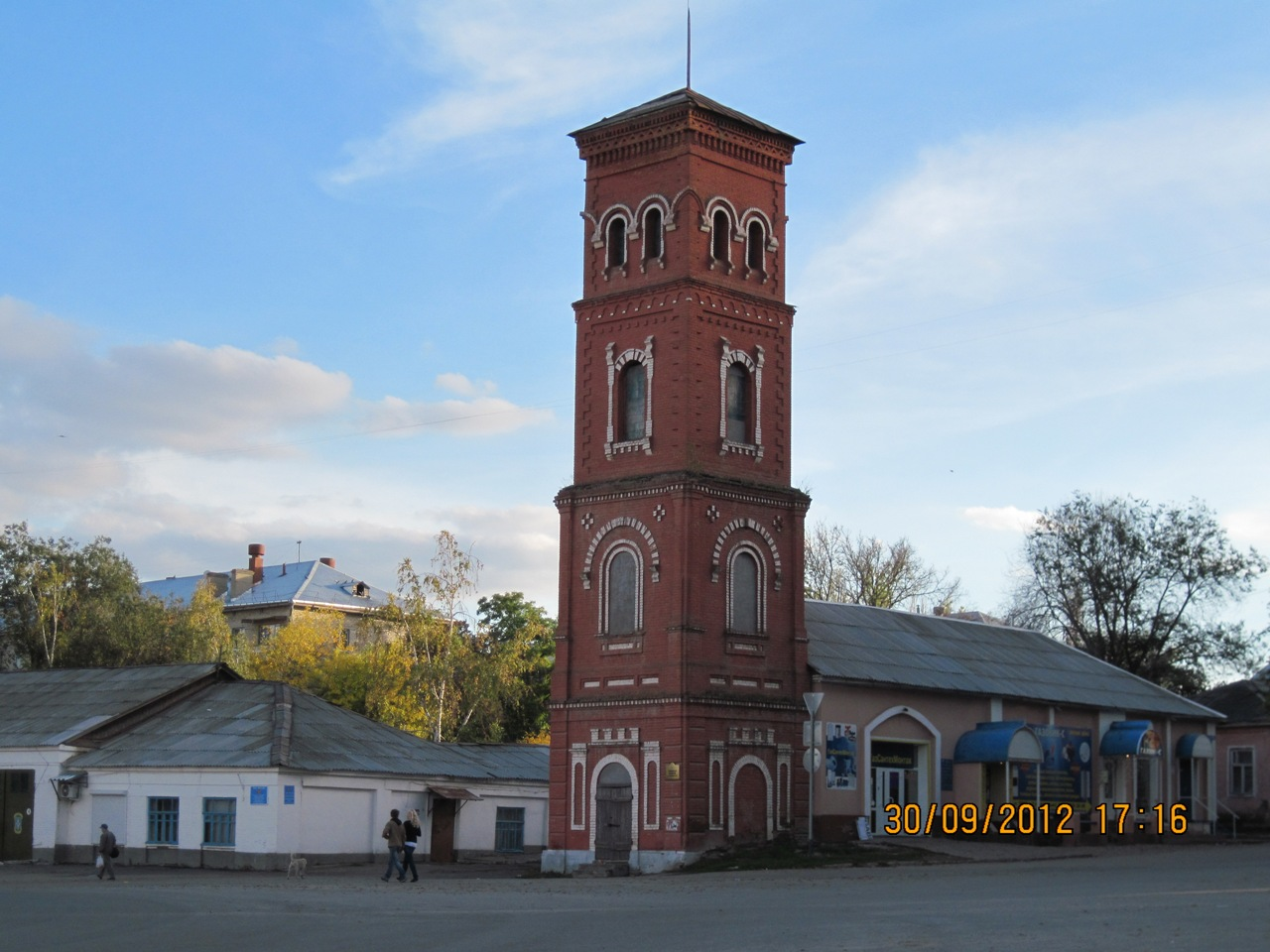
Пожарная каланча

Особая страница истории Вольска — храмовое строительство. Наподобие торговых городов Ельца и Великого Устюга, в старину панорама Вольска с реки также обогащалась великолепием многих храмовых силуэтов. Первый каменный собор Иоанна Предтечи, выстроенный в 1740-х годах, сто лет спустя был заменён новым собором, выстроенном в стиле классицизма. В отличие от первого, оказавшегося по новому плану на краю Торговой площади, этот собор занял её середину. Таким образом, вблизи от волжских пристаней образовался цельный ансамбль из торговых рядов, особняков-дворцов и храмов. Правда, первоначальный Предтеченский собор впоследствии был перестроен под светские нужды (факт сам по себе редчайший). Внешняя, а во многом и внутренняя тектоника здания, однако, сохранилась. Здание с куполом, перекрывающим квадратный холл на втором этаже, в который выходят квартиры, долго удивляло и исследователей — ведь старый собор считался снесённым. Первый этаж здания, как и практически всех построек на Торговой площади, и сейчас занимают магазины.

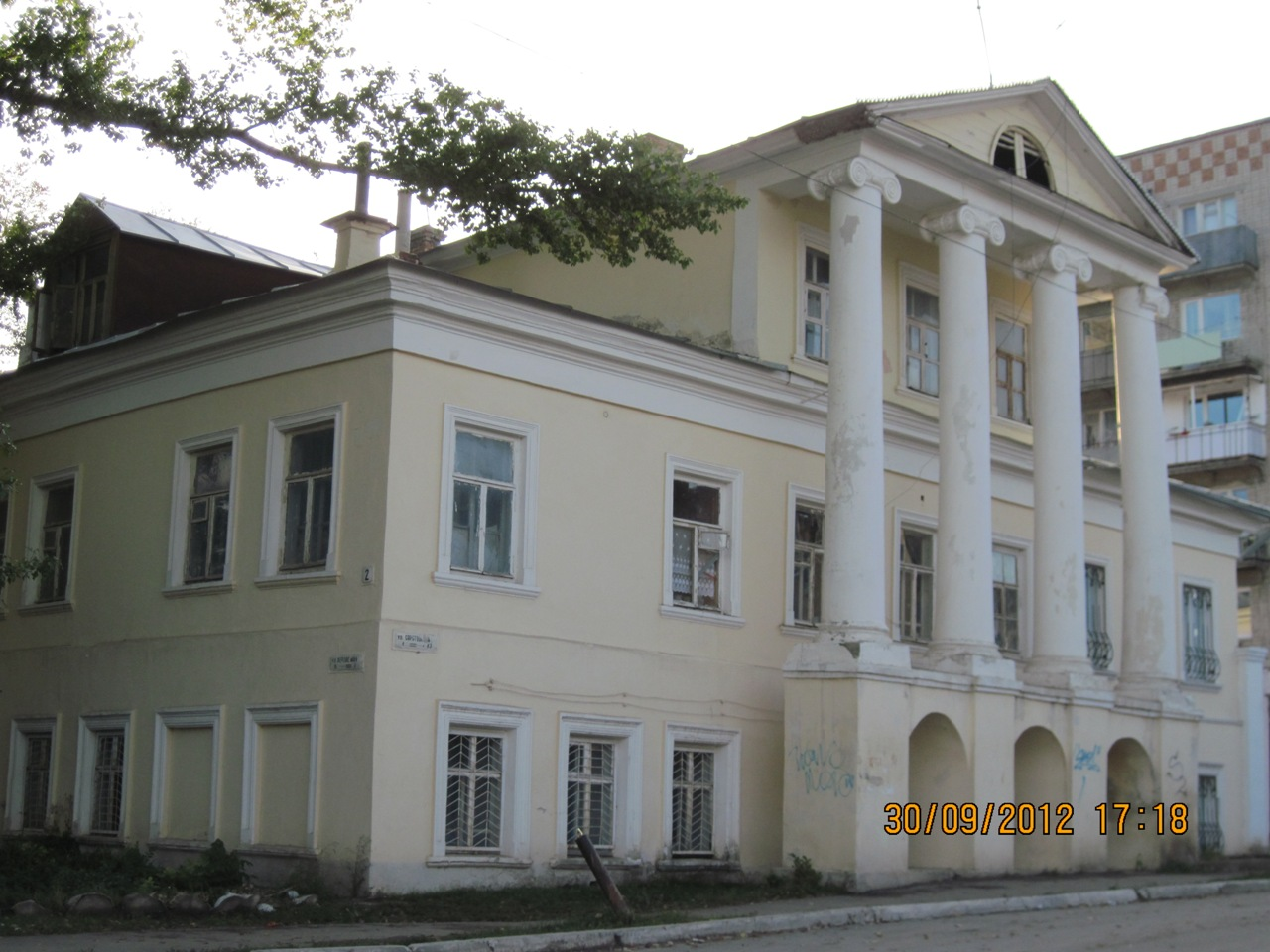
Бывшая усадьба и бывший детский приют. Сейчас гостиница «Россия»

Вероятно, новый собор Иоанна Предтечи был спроектирован ещё в 1809 году В. И. Сурановым (уроженцем Санкт-Петербурга, учившимся в Академии художеств, саратовским архитектором в 1805—1818 годах). Был заложен фундамент здания и начато возведение стен. Война 1812 года и последовавшие невзгоды отсрочили строительство, и оно возобновилось в 1830-е годы, в период нового подъёма городской экономики. Проект был несколько переработан. Предтеченский собор был гордостью города. Его огромный кубический объём, увенчанный главой-ротондой, окружённой четырьмя звонницами, был виден за многие километры со стороны Волги. Сейчас на его месте универмаг, построенный в конце 1960-х годов.
Ирония судьбы: последнего медведя в Саратовской губернии подстрелили в вольских лесах в конце XIX века.
В конце XIX века жилые каменные здания в два-три этажа становятся рядовой застройкой Вольска. О богатстве города говорят фасады домов, выложенные фигурной кладкой, обилие лепных украшений, ложные фронтоны и нередко лепные и жестяные вазы на крышах. В деревянных жилых постройках до самой революции держалась традиция северного «большого дома» на подклете. Часто ещё встречаются и шлемовидные завершения воротных столбов из просечного железа, и узорчатые дымники, и изящные водосточные трубы. Нередки каменные ворота с аркой, с кольцами-коновязями, напоминающими о давно прошедшем. Ещё в 1920-е годы, по воспоминаниям старожилов, вольчане держали до 5 тысяч коров, и два раза в день улицы города заполнялись тучными стадами. Жители Вольска владели многими ремёслами, среди самых уважаемых были кузнецы, селившиеся в основном на Саратовской улице.
В 1908 году Вольская военная школа, ведущая своё начало с 1859 года, была преобразована в Вольский кадетский корпус.
В начале XX века жители Вольска активно боролись за Советскую власть. Здесь ещё в 1918 году были набраны первые добровольцы для Волжской флотилии. Красная флотилия Вольских речников участвовала в разгроме белогвардейцев под Вольском и Балаковом, Хвалынском и Сызранью. В 1919 году в Вольске провёл свой первый спиритический сеанс в присутствии знакомых и родственников будущий основатель и лидер секты «Единый Храм» Дмитрий Шульц.
23 июля 1928 года город становится центром Вольского района и Вольского округа Нижне-Волжского края (с 1936 года в составе Саратовской области).
12 января 1981 года город Вольск был награждён орденом «Знак почёта».
В 2000-е годы в черту Вольска вошёл посёлок Рыбное.

### Исторические названия улиц
С приходом к власти большевиков, в Вольске была переименована большая часть дореволюционных названий улиц.
| Дореволюционные названия | Современные названия |
| ------------------------ | -------------------- |
| Московская улица         | Революционная        |
| Александровская улица    | Красноармейская      |
| Амурская улица           | Первомайская         |
| Благовещенская улица     | Комсомольская        |
| Владимирская улица       | Ленина               |
| Татарская улица          | Народная             |
| Камышинская улица        | Октябрьская          |
| Караванная улица         | Коммунистическая     |
| Миллионная улица         | Дзержинского         |
| Мариинская улица         | Володарского         |
| Набережная улица         | Степана Разина       |
| Надеждинская улица       | Пионерская           |
| Садовая улица            | Красногвардейская    |
| Приютинская улица        | Пугачевская          |
| Севастопольская улица    | Максима Горького     |
| Клейменовская улица      | Цементников          |
| Покровская площадь       | Пл. Равенства        |
| Торговая площадь         | Пл. 10-летия Октября |

## Население
| 1856    | 1897    | 1913    | 1926    | 1931    | 1939    | 1959    | 1967    | 1970    | 1973    | 1976    | 1979    |
| ------- | ------- | ------- | ------- | ------- | ------- | ------- | ------- | ------- | ------- | ------- | ------- |
| 23 500  | ↗27 100 | ↗34 900 | ↗35 300 | ↗42 500 | ↗56 109 | ↗63 422 | ↗70 000 | ↘69 191 | ↗71 000 | ↘68 000 | ↘65 749 |
| 1982    | 1986    | 1987    | 1989    | 1992    | 1996    | 1998    | 2000    | 2001    | 2002    | 2003    | 2005    |
| ↘65 000 | ↗66 000 | →66 000 | ↘65 683 | ↘65 200 | ↘64 600 | ↗67 000 | ↗70 300 | ↘69 200 | ↗71 124 | ↘71 100 | ↘70 500 |
| 2007    | 2008    | 2009    | 2010    | 2011    | 2012    | 2013    | 2014    | 2015    | 2016    | 2017    | 2018    |
| ↘68 900 | ↘68 600 | ↘68 160 | ↘66 508 | ↘66 375 | ↘65 774 | ↘65 163 | ↘64 558 | ↘64 347 | ↘64 315 | ↘63 947 | ↘63 212 |
| 2019    | 2020    | 2021    |         |         |         |         |         |         |         |         |         |
| ↘62 195 | ↘61 943 | ↘55 035 |         |         |         |         |         |         |         |         |         |

На 1 января 2025 года по численности населения город находился на 305-м месте из 1124 городов Российской Федерации.
В конце 1850-х годов численность населения Вольска была свыше 24 тыс. человек. В это же время в Саратове насчитывалось более 72 тыс. человек. В 1913 году Вольск был третьим по численности населения городом губернии (более 40 тыс. человек). В Балаково и Хвалынске в 1913 году проживали по 23 тыс. человек.

### Языковой состав
Родной язык населения по данным переписи 1897 года:
| Язык                      | Численность, чел. | Доля     |
| ------------------------- | ----------------- | -------- |
| Русский («великорусский») | 25 733            | 95,10 %  |
| Немецкий                  | 606               | 2,24 %   |
| Татарский                 | 341               | 1,26 %   |
| Другие                    | 378               | 1,40 %   |
| Итого                     | 27 058            | 100,00 % |

В настоящее время официальным и основным языком города является русский.

## Промышленность
Вольск, наряду с Новороссийском, являлся старым центром цементной промышленности России. Заводы были построены в период с 1896 по 1914 годы, и в советское время неоднократно реконструировались, значительно расширялись (4 завода — «Коммунар», «Красный Октябрь», «Большевик» и «Комсомолец»). Особенностью работы заводов было использование превосходного сырья — чистых белых известняков, добываемых в окрестностях города.
Промышленное развитие города началось в конце XIX века. До этого времени Вольск был известен в основном купеческой хлебной торговлей, из промышленных объектов имел лишь небольшое судостроительное предприятие К. Э. Гильдебранда.
На окраине города были построены заводы по производству цемента, чему способствовал строительный бум в юго-восточных городах страны. Строительство первого цементного завода мощностью в 1,2 млн бочек цемента в год (ныне завод ООО «Холсим») в Вольске началось в 1896 году. Действовать он начал в 1897 году и принадлежал Глухоозерскому товариществу по производству портландцемента. В 1901 году стал выпускать продукцию второй завод, построенный вольским купцом М. Ф. Плигиным и вскоре проданный саратовскому мукомолу Д. Б. Зейферту. В 1912 и 1914 годах в окрестностях города вступили в строй ещё 2 цементных завода.
Вольский цемент отличался высоким качеством и пользовался повышенным спросом во всех крупных городах Европейской России, Сибири, а также в Туркестане.
Несмотря на закрытие заводов «Комсомолец», «Красный Октябрь» и «Коммунар», в настоящее время Вольск — по прежнему крупный центр цементной промышленности (ООО «Холсим», АО «Волга Цемент»).
В городе также имеются ОАО «Вольский механический завод», ОАО "Гормолзавод «Вольский», пивоваренный завод «Вольск Солод», ООО «Вольскмел», ЗАО «ВолгаИзвесть», ООО «Автотрасса», одним из самых крупных предприятий становится филиал Вольский ОАО «Облводресурс», для которого возводится комплекс очистных сооружений. ООО «Плодовое — 2009» — выпуск соковой продукции, в том числе контрактный розлив для сетей «Красное и Белое» и «Вкусвилл».
В Вольске находится воздухоплавательный испытательный центр, филиал ГЛИЦ, специализирующийся на испытании свободных и привязных аэростатов, а также других пневматических сооружений военного назначения.

## Образование
Первая начальная уездная школа в Вольске открылась в 1821 году. Во второй половине XIX века уровень грамотности в Вольском уезде равнялся 23 процентам.
На семидесятые — восьмидесятые годы XIX века пришлось открытие в Вольске крупных учебных заведений. Некоторые из них разместились в пожертвованных меценатами и проданных особняках, другие — в специально выстроенных зданиях. На северной окраине, за садом Сапожникова, был возведён краснокирпичный комплекс зданий Кадетского корпуса. С 1927 года здесь разместилось ОВШЛАТ (Объединённая Вольская школа лётчиков и авиационных техников), давшее стране много воздушных асов и героев Великой Отечественной войны. В начале 60х годов (1960—1961 гг) училище стало выпускать специалистов реактивной артиллерии, продолжая выпускать авиационных техников, название училища ВВКТУ (Вольское военное командно-техническое училище). С 1967 года профиль училища изменился — оно стало готовить тыловиков, позднее получило статус высшего учебного заведения. Сейчас ВВВУТ (Вольское высшее военное училище тыла) — это целый городок на склоне горы, где корпуса стоят среди прудов и небольших рощ.
Открытое в 1875 году Вольское реальное училище было размещено в большом, с внутренними чугунными литыми лестницами между этажами, доме купца Алексея Николаевича Сапожникова, которому принадлежал и сад, расположенный напротив. Наследники А. Н. Сапожникова дом и сад в 1854 году подарили городу. В реальном училище учились Порфирий Иванович Бахметьев, Николай Николаевич Семёнов, Борис Петрович Токин.
В Вольске расположено выстроенное в начале XX века новое здание женской гимназии — так называемый «Школьный дворец». Здание было построено по новому типовому проекту гимназических зданий, который из-за своей дороговизны был осуществлён в России всего лишь несколько раз. Сейчас здесь располагается гимназия имени Героя Советского Союза В. В. Талалихина (бывшая школа № 1).

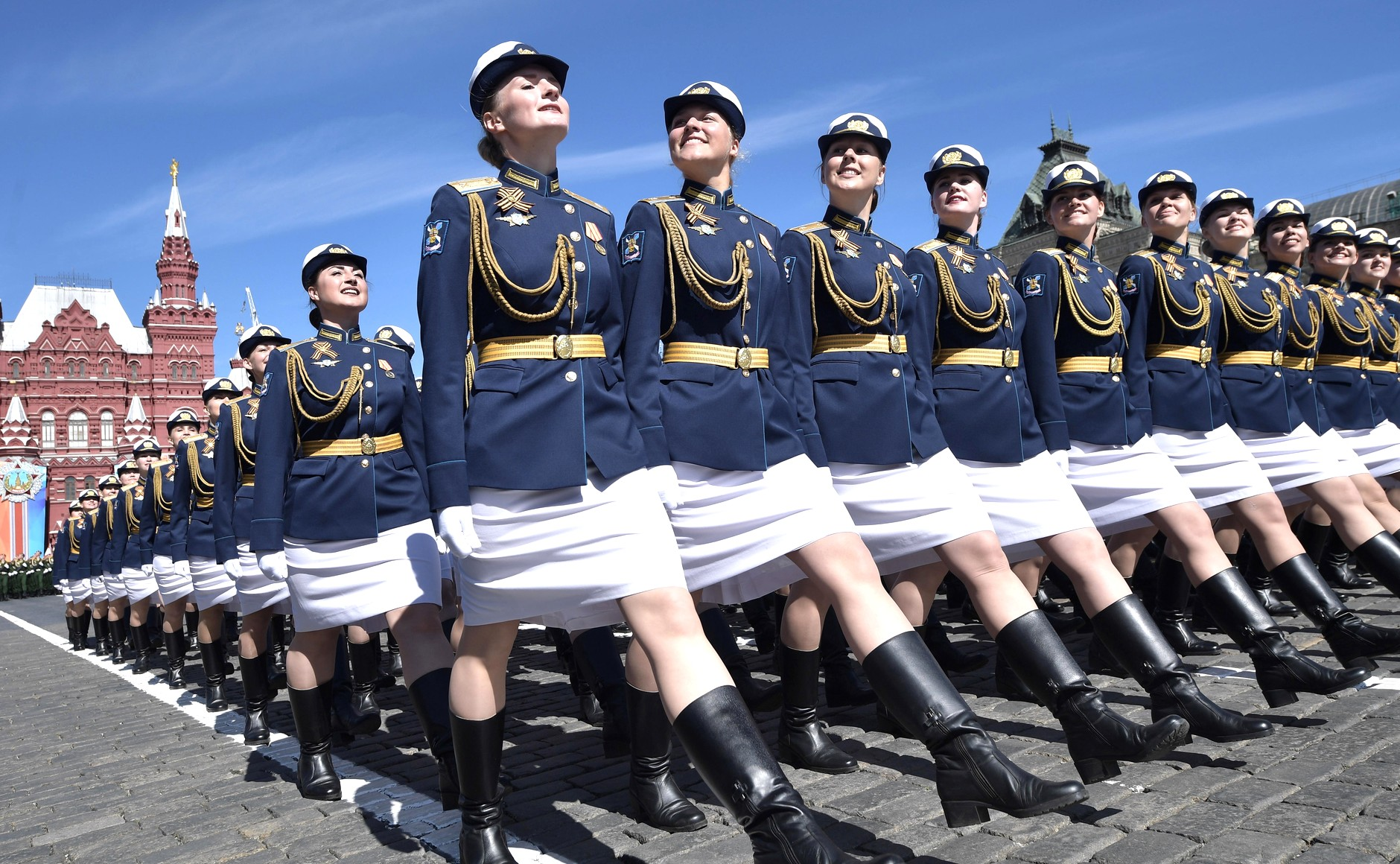
Парадный расчёт Вольского высшего военного института материального обеспечения на военном параде на Красной площади в ознаменование 73-й годовщины Победы в Великой Отечественной войне 1941—1945 годов.

 Вольский высший военный институт материального обеспечения, многие годы готовящий офицеров продовольственной и вещевой службы для всех силовых структур, в настоящее время является филиалом Военной академии материально-технического обеспечения имени генерала армии А. В. Хрулёва.
Также в городе есть технологический техникум (колледж строительства мостов и гидротехнических сооружений), педагогический колледж им. Ф. И. Панфёрова, медицинский колледж им. Героя Советского Союза З. И. Маресевой, филиал Белгородского государственного технологического университета им. В. Г. Шухова и других высших учебных заведений, а также три профессионально-технических училища.

## Средства массовой информации
- Сетевое издание СМИ volsklife.ru («Вольская жизнь»)
- Газета «Вольская неделя»
- Газета «Вольская жизнь»
- Газета «Вольский деловой вестник»
- Сетевое издание «Pro-volsk» (www.pro-volsk.ru)
- Вольские новости (wolsk.ru)

## Достопримечательности
См. Путеводитель «Саратовская область» в Викигиде: культурное наследие России в Вольске
В Вольске имеется краеведческий музей с картинной галереей и окаменелостями морских животных, обитавших в этом регионе с раннего мелового периода до эпохи эоцен. Меловые находки представлены аммонитами родов Pseudohoploceras, Sinzovia (оба из нижнего апта) и Eupachydiscus (нижний кампан), скелетом ихтиозавра параофтальмозавра (ранний мел) и фрагментом ласта мозазавра (поздний мел). Со времён раннего палеоцена сохранились скелеты колониальных кораллов. Эоценовая фауна представлена зубной пластиной акулы Otodus sp., раковинами наутилид Eutrephoceras, двустворчатыми и брюхоногими моллюсками, морскими звёздами и морскими ежами. Помимо морских животных в музее представлены отпечатки листьев эоценовых растений, принадлежащих родам Quercus, Fagus, Laurocerasus, Nerium, Chamaecyparis, Ulmus, Buxus, Betula и, возможно, Magnolia. В экспозиции музея находится фрагмент каменного метеорита «Саратов» массой 250 г, упавшего 6 октября 1918 года. В городе также находится драматический театр.

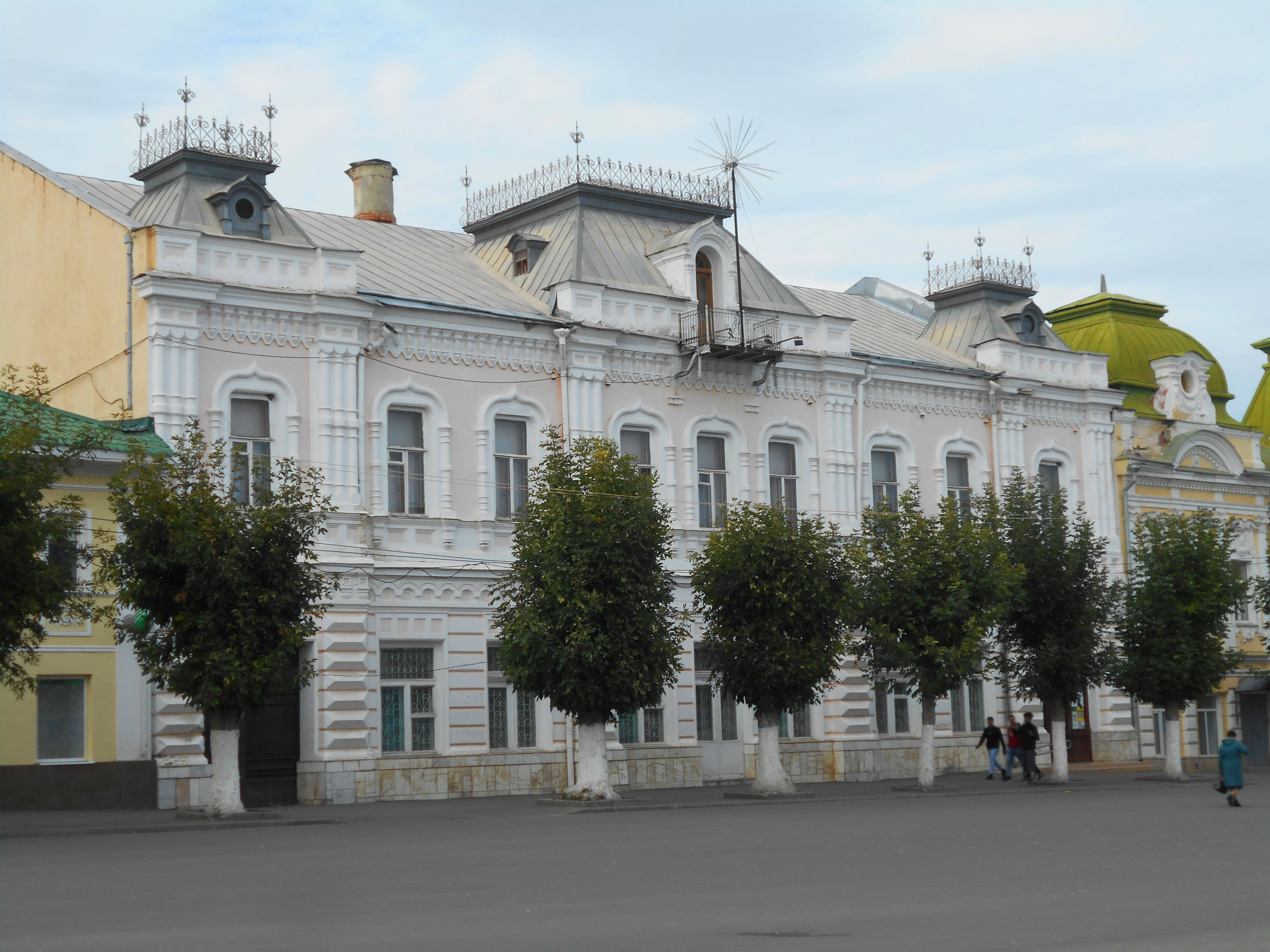
Дом купца Менькова (Вольск, улица Октябрьская, 110)

Архитектурным украшением города являются каменные здания в стиле русского классицизма первой четверти XIX века: дом купца Менькова (ныне картинная галерея), гостиный двор (ныне гостиница «Цемент»), Земская управа, Архиерейский дом, купеческие особняки Мясникова (ныне краеведческий музей) и Брюханова (жилой дом).
К памятникам архитектуры также можно отнести сохранившиеся старые постройки и жилые дома на территории предприятий конца XIX — начала XX веков. Эти образцы архитектуры носят черты промышленного модерна. К ним относятся ещё недавно действующая мельница Меркульева, пивоваренный завод «Вормс», железнодорожный вокзал на станции Привольская (1895 год).
Дом купца В. М. Мясникова, вероятно, построен около 1810 года — на этом месте он обозначен уже на плане 1826 года как «общественный каменный». В 1840 году по заказу купца Мясникова губернский архитектор Г. В. Петров спроектировал будто бы новое здание на этом месте, но на деле встроил в него прежнее. Обновлённое здание предназначалось для продажи городу — для размещения служб городского магистрата. Позднее здесь помещалась мещанская (городская) управа. Здание является ценным памятником архитектуры, так как представляет собой довольно редкий тип классической постройки с угловой ротондой и симметричными уличными фасадами.
Гораздо более раннюю датировку имеют два особняка на площади Свободы (бывшая Троицкая площадь). Один из них, дом Матвеева — Сидорова (он же дом Брюханова). Он указан на планах 1800 и 1826 годов как каменное строение. По всей вероятности, дом перестраивался в первой половине XIX века, поскольку он был пожертвован владельцем под приют и пансион для девочек. С 2013 по 2015 был снова перестроен. С 19 сентября 2015 года там находится гостиница «Россия». Напротив этого особняка расположен дом городского головы Струкова — Мельникова, в котором многие годы размещалась почта. План дома квадратный, уличный фасад обладает очень эффектным портиком (поднятым на высокий арочный пьедестал), объединяющим главный этаж с мезонином. Здание в ряде публикаций приписывается А. А. Белоусову, в середине XIX века служившему губернским архитектором.
На пересечении улиц Малыковской и Чернышевского находится ещё один дом с ротондой, так называемый дом Шведова. Он указан на всех планах города, начиная с 1800 года, как каменный. Возможно, здание было перестроено Г. В. Петровым в 1830 году.
Среди других Вольских достопримечательностей — Архиерейский дом на улице Первомайской (Амурской), с домовой церковью при нём (этот храм был единственным, уцелевшим после погрома 1929—1931 годов). В городском парке, у ворот, находится ещё одна постройка начала XIX века в классическом стиле — дом Сапожникова. А. П. Сапожников, богатейший купец, в 1831 году внёс на строительство Покровского собора огромную сумму — около 80 тысяч рублей. Дом Сапожникова был вместе с садом продан владельцем городу, в нём размещался ресторан с музыкальным павильоном.
На территории нынешнего Вольского высшего военного училища тыла (ВВВУТ), вблизи от городского парка, расположен так называемый дом Расторгуева, переданный владельцем под женскую гимназию, открытую в 1871 году. (Здание с мезонином выходит фасадом на улицу М. Горького.) Расторгуевы, как Сапожниковы и Злобины, были старообрядцами. Один из них, Лев Иванович Расторуев (р. 1771 года), в своё время «присвоил» большую рощу, примыкавшую к городу, и по его имени роща с вековыми дубами до сих пор называется Львовой. В. А. Злобин и Л. И. Расторгуев строили особняки в Екатеринбурге, в одном из них размещается резиденция губернатора.
В конце XIX века перестраивается северная сторона Торговой площади. На месте снесённых зданий купцы-миллионеры Меньков, Левшин и Брусянцев почти одновременно возводят три жилых дома с магазинами в нижних этажах. Этот комплекс с «теремными» кровлями поражает причудливой смесью мотивов русских, барочных и (в доме Брусянцева) — модерна. Центральное здание ансамбля — дом Менькова — во втором этаже имеет четыре зала, выходящие окнами на площадь. Интерьеры их отличаются друг от друга. Наиболее нарядна гостиная, отделанная в подражание стилю рококо. Исключительно изящен рисунок лепки на потолке и изразцовые печи, каждая из которых подлинно художественное произведение. Сохранился и замечательный паркет. В бывшем доме Менькова располагался горком КПСС, а с 1993 года размещается Вольская картинная галерея.
Главную планировочную ось, идущую перпендикулярно Волге — Московскую улицу — замыкала Троицкая площадь (после революции площадь Свободы). Она получила имя по храму, выстроенному в её центре в 1809 году. В народе он назывался старым собором. Фасады и главу-ротонду храма украшали ритмичные ряды полуколонн ионического ордера. К Троицкому собору сходились две важные дороги — из Хвалынска (ещё одной столицы волжского старообрядчества) и из Саратова. На месте снесённого храма в 1938 году на средства горожан был установлен памятник Ленину. В 2009 году храм был восстановлен на прежнем месте и освящён. Памятник перенесён в центральный сквер Вольска.
Недалеко от города на берегу реки Волги находится пансионат «Светлана». В черте города имеется пансионат «Волжские зори».

## Археология
В 1913 году было открыто Вольское городище «Попово Блюдечко». Особый «вольский» культурный тип керамики был выделен Н. М. Маловым в 1979 году. Памятники вольского типа предлагается рассматривать в рамках вольской археологической культуры и датировать полтавкинско-катакомбным временем. Находки вольско-лбищенской керамики в закрытых комплексах посткатакомбных погребений дают возможность провести верхнюю границу вольско-лбищенской культуры на рубеже III—II тыс. до нашей эры.

## Герои Земли Вольской
Более 50 Героев Советского Союза были уроженцами Вольска и Вольского района или ушли на фронт по призыву Вольского военкомата.
- П. Ф. Блинов — лётчик, Герой Советского Союза.
- В. В. Талалихин — лётчик, Герой Советского Союза.
- В. Г. Клочков — младший политрук, Герой Советского Союза.
- П. И. Замчалов — Герой Советского Союза, гвардии майор, корпусной инженер 9-го гвардейского танкового Уманского Краснознамённого ордена Суворова корпуса.
- М. А. Мустафин — Герой Советского Союза, командир звена 165-го гвардейского штурмового авиационного Краснознамённого полка, гвардии старший лейтенант.
- С. В. Егоров — Герой Советского Союза, командир понтонной роты.
- В. С. Хальзов — Герой Советского Союза, лётчик-штурмовик.
- Я. В. Шишкин — Герой Советского Союза, лётчик-истребитель, гвардии полковник.
- П. М. Богатов — лейтенант Рабоче-крестьянской Красной Армии, участник советско-финской и Великой Отечественной войн, Герой Советского Союза.
- Е. К. Лазарев — Герой Советского Союза, механик-водитель танка 6-й танковой бригады
- И. М. Поляков — Герой Советского Союза, военный лётчик.
- М. П. Теплов — Герой Советского Союза, участник Великой Отечественной войны, лётчик-бомбардировщик.
- П. А. Потрясов — Герой Советского Союза, стрелок.
- З. И. Маресева — Герой Советского Союза, санитарный инструктор.
- С. А. Зудлов — Герой Советского Союза, командир разведывательного взвода

Герои Российской Федерации, в том числе проживавшие и получившие образование в Вольске:
- Богдан Сергей Леонидович — лётчик-испытатель.
- Самойлов Сергей Вячеславович — командир взвода бригады специального назначения.
- Петров Александр Петрович — лётчик-испытатель.
- Булгаков Дмитрий Витальевич — заместитель министра обороны Российской Федерации.

Герои труда:
- Грушин Пётр Дмитриевич — дважды Герой Социалистического труда, конструктор ракетной и авиационной техники.
- Токин Борис Петрович — Герой Социалистического труда, учёный-генетик.
- Ефименко Вера Андреевна — Герой Социалистического труда, машинист сырьевых мельниц завода «Большевик».
- Чибров Виктор Васильевич, Герой Социалистического труда, машинист вращающихся печей завода «Большевик».

Полные Кавалеры ордена Славы:
- Фофанов Павел Константинович — командир орудия.
- Никитин Геннадий Петрович — разведчик.